# هنري بيرغمان
هنري بيرغمان (بالإنجليزية:Henry Bergman) (ولد في 23 فبراير 1868 - توفي في 22 أكتوبر 1946) ممثل أمريكي ومشهور في المسرح والسينما، والمعروف عن علاقته الطويلة مع الممثل الإنجليزي شارلي شابلن.

## روابط خارجية
- هنري بيرغمان على موقع IMDb (الإنجليزية)
- هنري بيرغمان على موقع أول موفي (الإنجليزية)
- هنري بيرغمان على موقع قاعدة بيانات برودواي على الإنترنت (الإنجليزية)
- هنري بيرغمان على موقع قاعدة بيانات الأفلام السويدية (السويدية)
- هنري بيرغمان على موقع قاعدة بيانات الفيلم (الإنجليزية)
- هنري بيرغمان على موقع فايند أغريف